# Siluan Kolesnikow
Siluan (Silujan) Nikititsch Kolesnikow (russisch Силуан (Силуян) Никитич Колесников; * 1722 in der Festung Tor; † 1775) war ein russischer Förderer des Duchoborzentums.

## Leben
Kolesnikow stammte aus einer Kosaken-Familie und war Unteroffizier geworden. Nach dem Ausscheiden aus dem aktiven Dienst lebte er im Dorf Nikolskoje im späteren Gouvernement Jekaterinoslaw und predigte in diesem Gouvernement.
Anfangs waren die meisten Anhänger Kolesnikows Chlysten. Er war sehr belesen und kannte die Werke von Karl von Eckartshausen und Louis Claude de Saint-Martin. Schnell wurde das Duchoborzentum populär und breitete sich im Gouvernement Tambow aus. Nach Kolesnikows Tod führten seine Söhne Stefan, Kirill, Iwan und Petr die Arbeit fort.